# Réserve naturelle de Vealøs
La Réserve naturelle de Vealøs  est une réserve naturelle norvégienne qui est située dans le municipalité de Horten, dans le comté de Vestfold.

## Description
La réserve naturelle de 0,115 km2 a été créée en 2009 sur l'île de Vealøs. Géologiquement, l’île de Vealøs fait partie de la grande moraine d’extrémité de la fin de l’ère glaciaire, le grand Raet qui s’étend tout autour de la Scandinavie, de la Finlande au comté de Finnmark.
Cette réserve sert de zone de nidification et d'élevage pour les oiseaux de mer et de lieu de repos pour les oiseaux de mer et autres oiseaux aquatiques migrateurs. Afin de protéger l'avifaune pendant la saison de nidification, une interdiction de circulation dans la zone de conservation est instaurée du 15 avril inclus au 15 juillet inclus.